# Баккьякка
Франческо Убертини (итал. Francesco Ubertini), известен под прозванием Баккьякка (итал. Bacchiacca; 1 марта 1494, Борго-Сан-Лоренцо, Тоскана — 5 октября 1557, Флоренция, Тоскана) — итальянский живописец позднего Возрождения флорентийской школы, маньерист.

## Биография
Франческо Убертини был сыном ювелира Убертино ди Бартоломео из семьи Филиппини в Борго-Сан-Лоренцо. У него было два брата, оба художники. Первый — Бартоломео, живописец, известный как Баччо (Baccio, 1484—?), от которого он и получил прозвание «Баккьякка», работал в мастерской Пьетро Перуджино. Второй брат — Антонио (1499—1572), также по прозвищу «Баккьякка», был известным во Флоренции вышивальщиком, работал по заказам герцога Козимо I Медичи.

## Творчество
Художественное образование Франческо Убертини проходило во флорентийской мастерской Пьетро Перуджино, с которым, вероятно, его познакомил брат Бартоломео. Поэтому раннее творчество художника, до периода 1505—1511 годов, когда умбрийский мастер окончательно покинул Флоренцию, относят к умбрийскому стилю конца XV века. Это определило в его картинах некоторые архаизирующие черты, в том числе и технику: масло по дереву (многие художники в эти годы, за исключением Рафаэля, переходили на холст). В остальном Баккьякка испытал воздействие творчества Рафаэля и «рафаэлесков», а также флорентийских маньеристов: Фра Бартоломео, Франческо Граначчи, Андреа дель Сарто, Пьеро ди Козимо. Баккьякка заимствовал у этих и других художников не только манеру живописи и рисунка, но также отдельные фигуры для своих картин.
Некоторое время он был в Риме, делая зарисовки растений и животных, картин и статуй. В 1524 году вернулся во Флоренцию. В 1540 году Баккьякка поступил на службу к великому герцогу Козимо I Медичи, работал по украшению интерьеров Палаццо Веккьо. Среди прочих работ выполнял рисунки для шпалер (ныне ковры из Палаццо Веккьо экспонируются в коридорах галереи Уффици). Он также расписывал мебель и другие предметы в городских домах. Копировал произведения фра Бартоломео, Андреа дель Сарто, Альбрехта Дюрера, Леонардо да Винчи и Микеланджело. В последние годы жизни он создал свои лучшие произведения, среди которых, например, «Христос перед Каиафой» (1539—1540) или портрет кардинала Леопольдо (1540—1545).

## Галерея

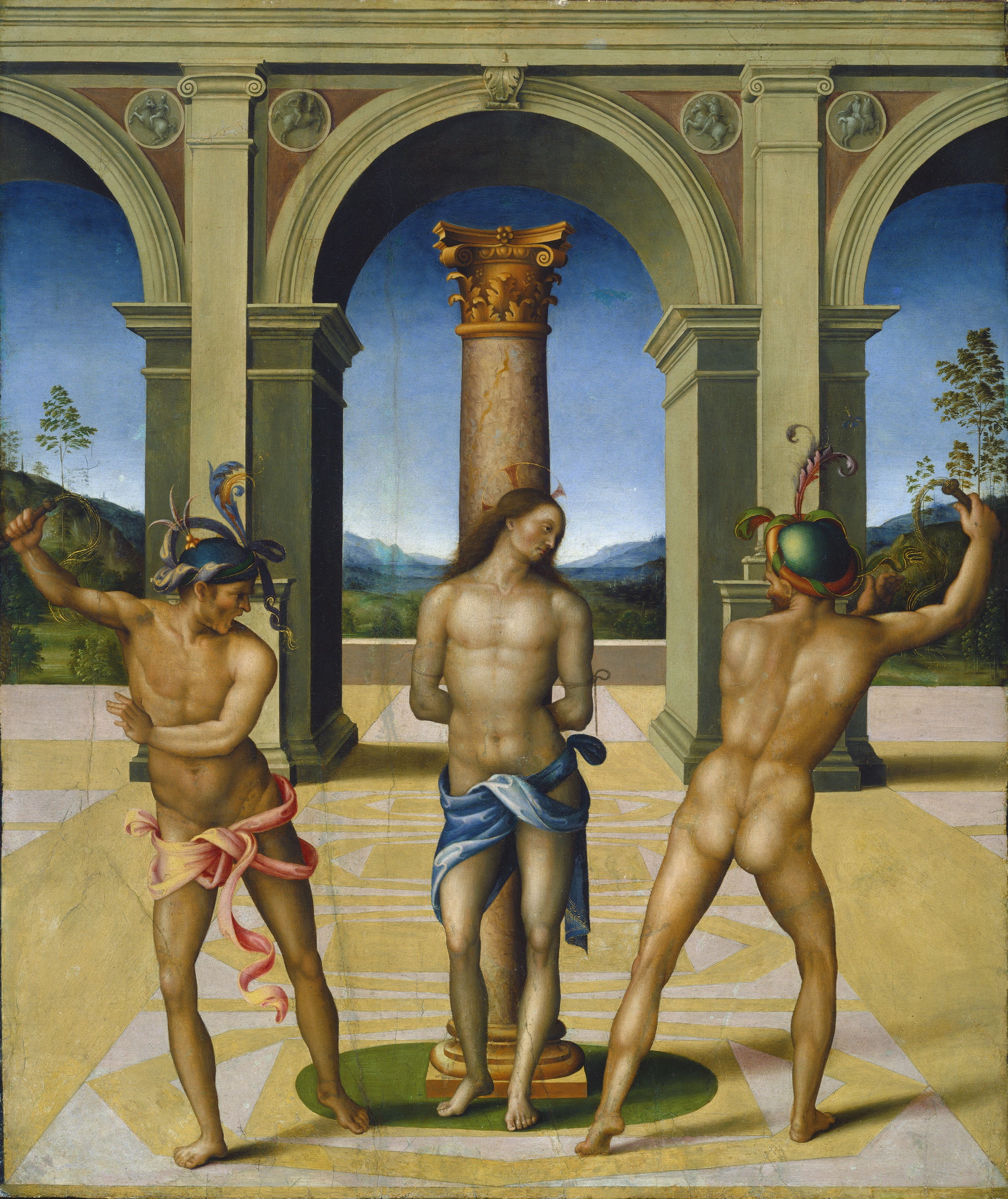
Бичевание Христа. Ок. 1512-1515 гг. Дерево, масло. Национальная галерея искусства.
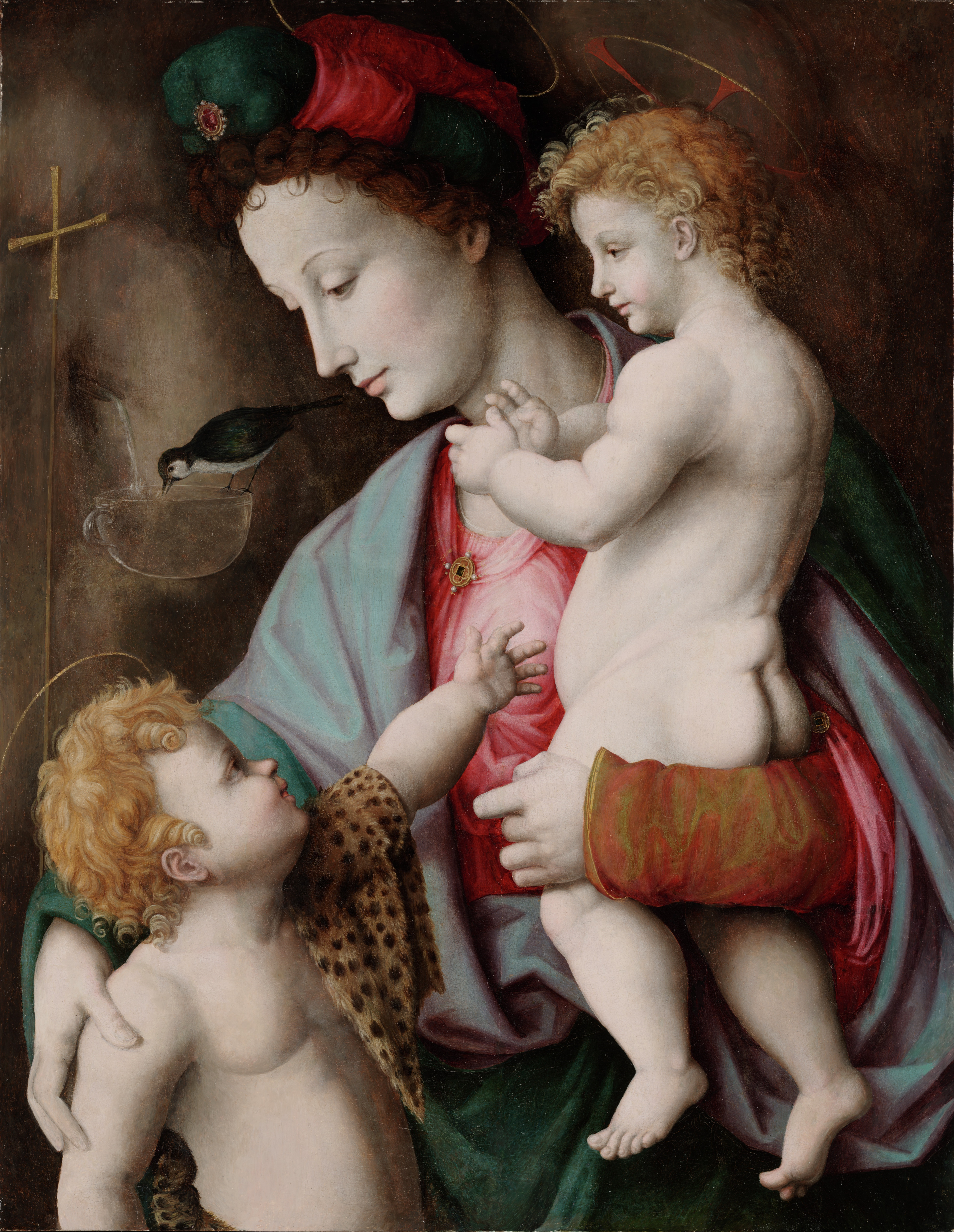
Мадонна с Младенцем. Ок. 1525. Дерево, масло. Музей искусств Далласа, Техас
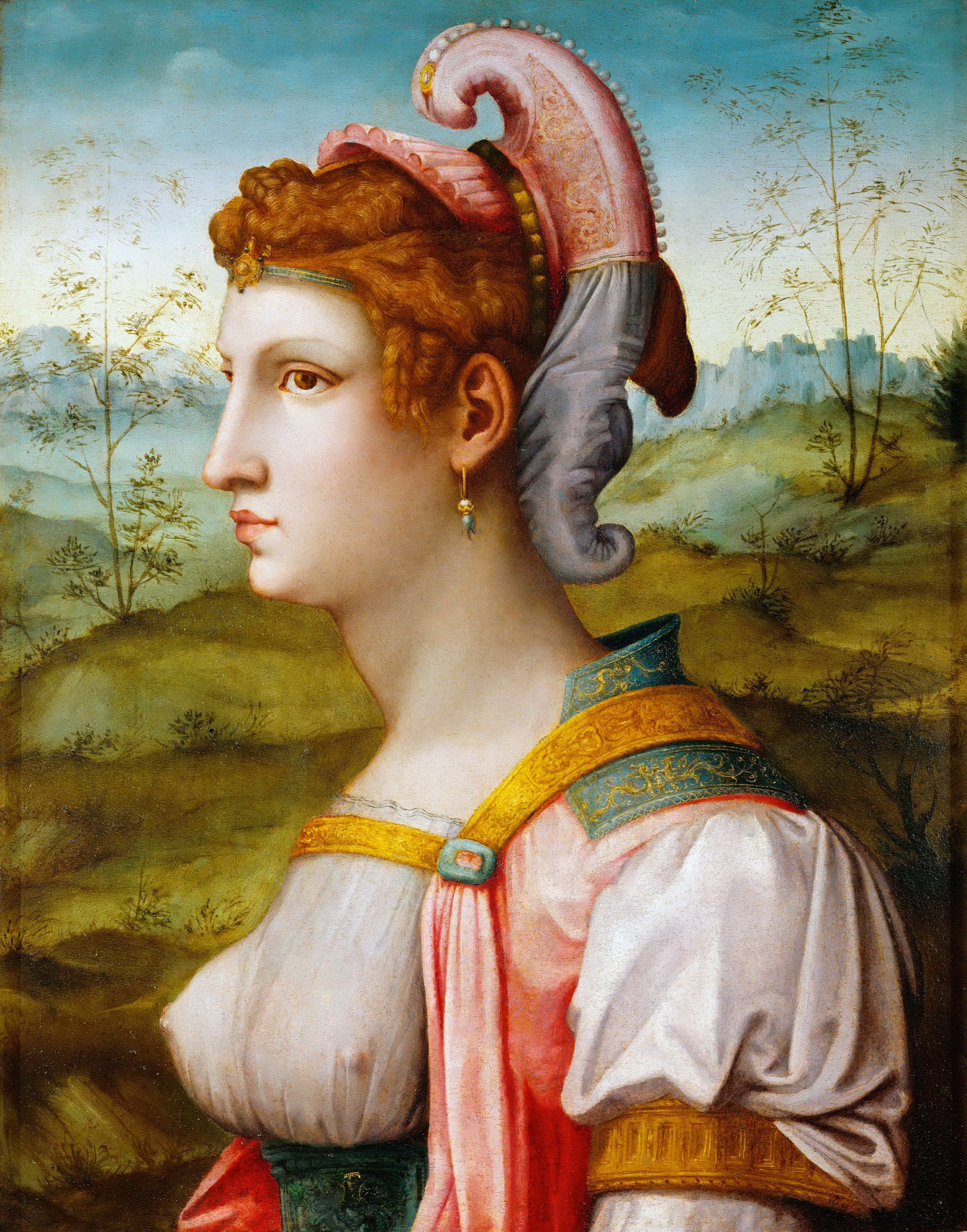
Сивилла. Ок. 1525—1550. Дерево, масло. Музей истории искусств, Вена
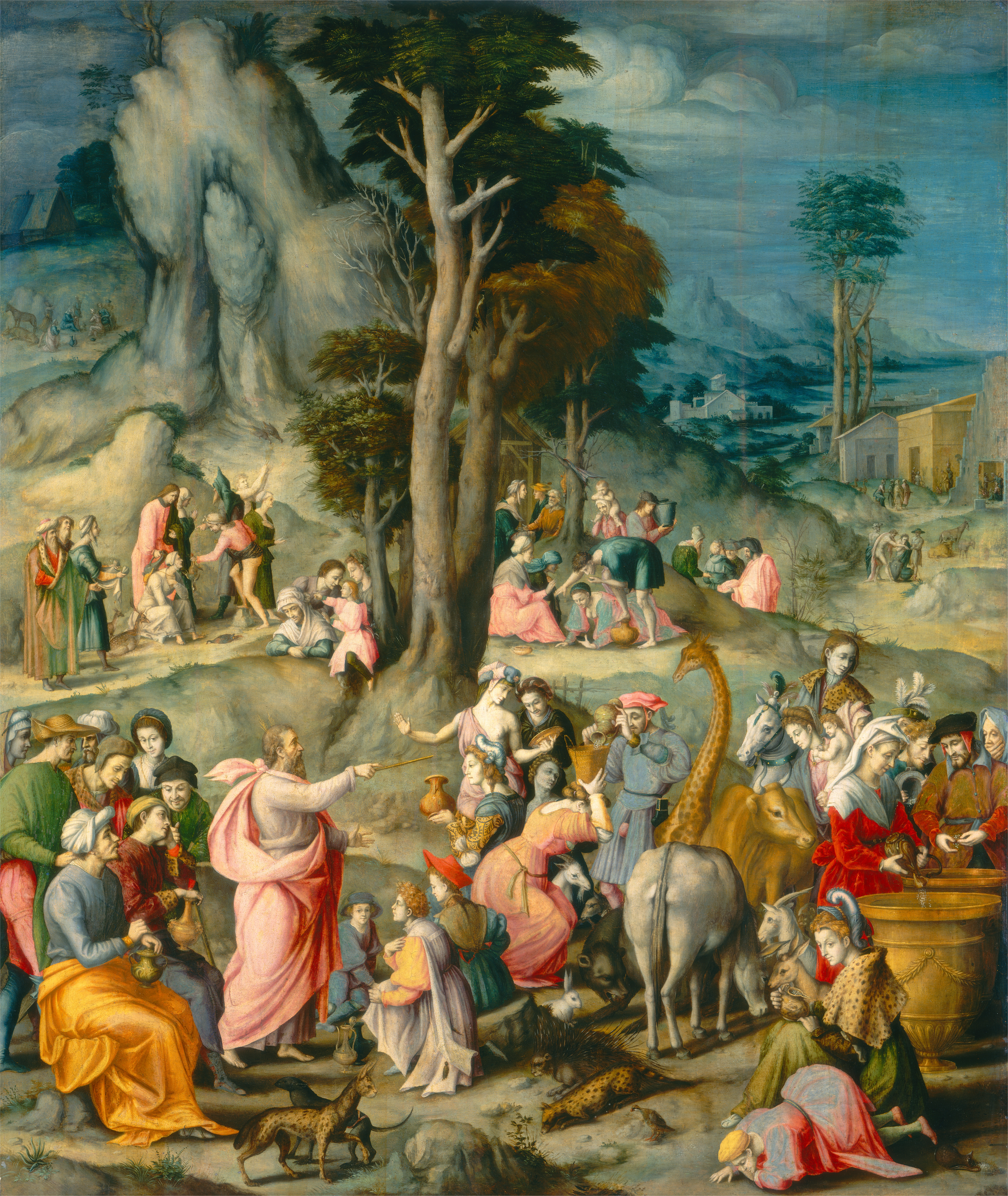
Раздача манны небесной. Ок. 1540. Дерево, масло. Национальная галерея искусства, Вашингтон
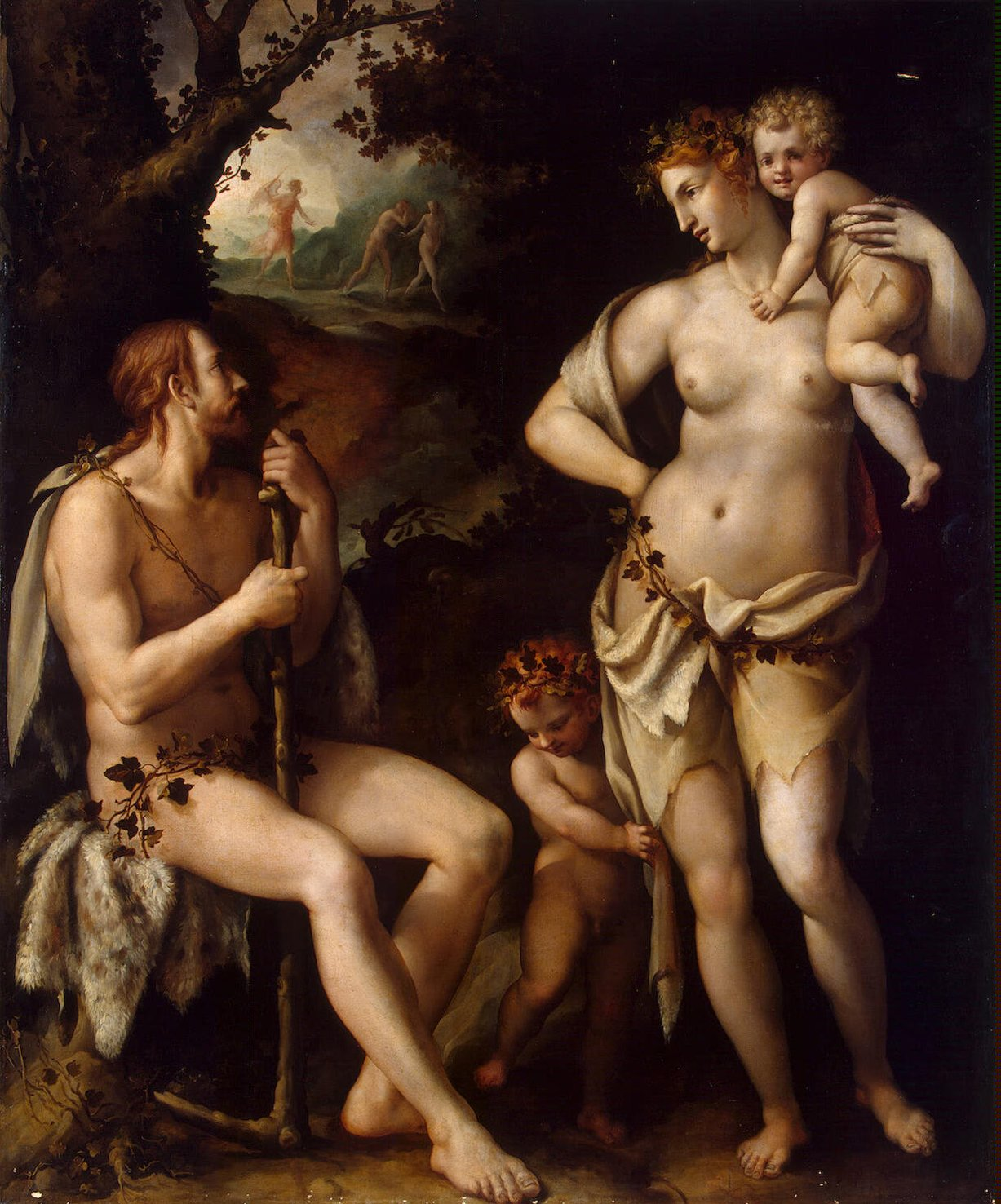
Aдам и Ева (копия). Холст, масло. Санкт-Петербург, Эрмитаж
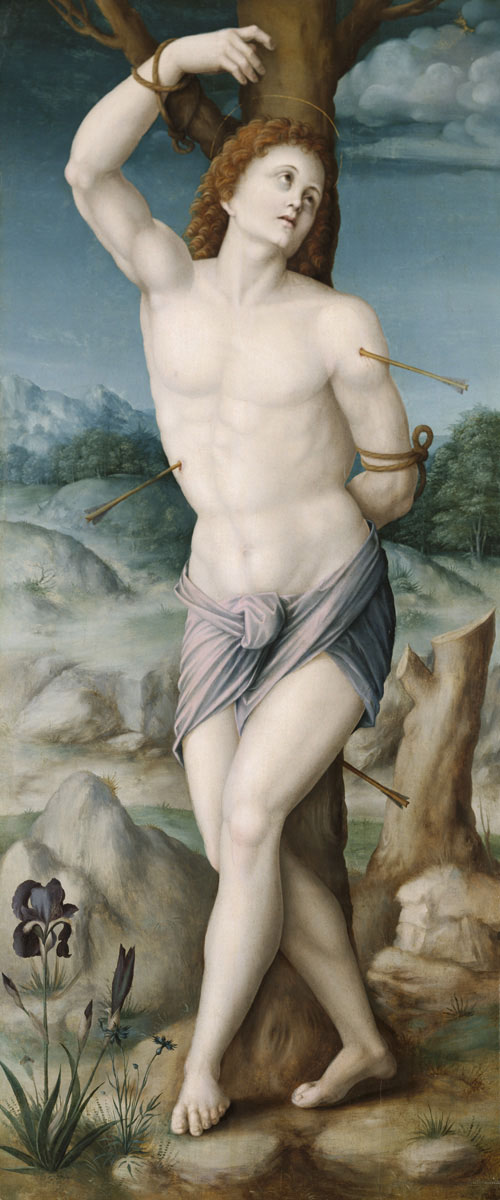
Святой Себастьян. 1530-е гг. Дерево, масло. 	Бирмингемский художественный музей, Алабама
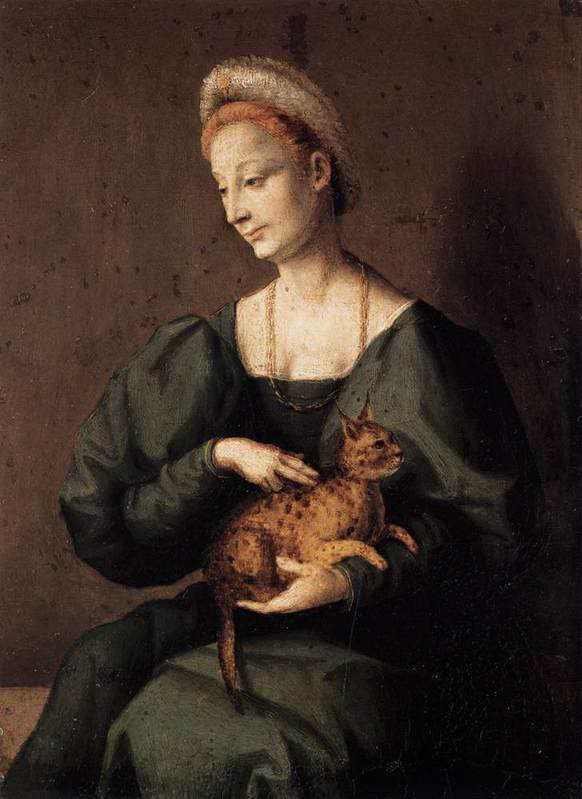
Женщина с кошкой. 1540-е гг. Дерево, масло. Фонд прусского культурного наследия, Берлин